# Joseph von Xylander
Joseph Carl August Anton Aloys Ritter und Edler von Xylander fue un militar, filósofo, caballero y escritor de Alemania, nacido en 1794 y fallecido en 1854.
El capitán d'Herbelot ha dado a nuestro país, Francia, una traducción del trabajo del caballero Xylander, libro hecho principalmente para las escuelas militares y que por consecuencia podía convenir sobre todo a los oficiales deseosos de imbuirse del armamento de las potencias militares ("Journal des sciences militaires", París: J. Corréard, 1848).

## Biografía
Xylander fue mayor del cuerpo real de ingenieros de Baviera, caballero de diversas órdenes, miembro de la Academia Real de Ciencias Militares de Suecia, y doctor en filosofía.
Xylander también dirigió un periódico con kretschmer e impreso en Münich, titulado "Comunicaciones militares", y como escritor escribió de estrategia militar y su aplicación, manual de táctica para la infantería y caballería, la ciencia de las armas y ensayo sobre el arte militar.
Su obra "Estudio de las armas", con 10 planchas, fue aumentada por Klemens Schédel, capitán del regimiento real de artillería de Baviera, príncipe Leopoldo, profesor de táctica del cuerpo real de los cadetes, traducida del alemán al francés por M.D. D'Herbelot, capitán de artillería, completada con un vocabulario de armas.
Xylander, apologista del militar y escritor de Prusia, Dietrich Freihher von Bülow, autor de "Espíritu del sistema de guerra moderno", "Principios de la guerra moderna, o estrategia teórica y aplicada, extraída del sistema de guerra actual" y "Nueva táctica de los modernos tal como debería ser", donde establece una distinción entre estrategia y táctica, reduciendo todas la operaciones militares del triángulo sacando consecuencias muy singulares, traducida al francés por el Conde L.M.P. Tranchant de Laverne, autor también de "El arte militar de las naciones más célebres de la antigüedad y de los tiempos moderno" y "Tratado de la gran táctica prusiana", se muestra antagonista de cualquier opinión del general Antoine-Henri Jomini, autor de "Compendio sobre el arte de la guerra" y "Tratado sobre las grandes operaciones militares": En competencia con el Archiduque Carlos, los dos escritores indudablemente primitivos de Estrategia son Búlow y Jomini, y si atendemos a la irritación manifiesta de este último contra aquel, es evidente que en Bülow reside la iniciativa y precedencia (cita del general español José Almirante en su obra "Diccionario militar", Madrid, Imprenta y Litografía del Depósito de Guerra, 1869).

## Obras
- Waffenniehre, Zürich: Intersico Press, 1978.
- Das sprachgeschlecht der Titanen:.., Frankfurt and Main, 1837.
- Die sprache der Albanesen..., Frankfurt and Main, 1835.
- Untersuchungen über das heerwesen unserer zeit, München, 1830.
- Militärische Mittheilungen, München: Lindauer, 1828-30, 4 vols.
- Bentrachtungen über die infanterie, München, Lindauer, 1827.
- Die Strategie und ihre Anwendung, Múnchen, Lindauer, 1821.
- Otras